# Сінді Кіро
Дама Алсіон Сінтія (Сінді) Кіро GNZM, QSO (1958 , Фангареї ) — 22-й генерал-губернатор Нової Зеландії з 21 жовтня 2021 року. Перша жінка, яка обіймає цю посаду у Новій Зеландії з тубільців.

## Раннє життя та освіта
Сінді Кіро народилася в 1958 році, та була старшою з шести дітей у Вангареї на півночі Північного острова.
Частково має британське та маорійське походження і зараховує себе до Іві з Нгапухі, Нґаті-Хаїн та Нґаті-Каху.

Кіро здобула початкову та середню освіту в Окленді, була першою людиною в її родині, яка здобула вищу освіту, навчалася в Оклендському університеті та Університеті Мессі

і здобула ступінь доктора філософії з соціальної політики та магістра ділового адміністрування (MBA) з ділового адміністрування.
Вона вільно володіє маорійською.

## Кар'єра
Під час навчання в Оклендському університеті була директором проекту «Starpath», який вивчав вплив соціально-економічного статусу на освітні досягнення в Новій Зеландії.

Кіро була виконавчою директоркою незалежного дорадчого органу Королівського товариства — Те Апарангі, а також уповноваженою у справах дітей і проректоркою маорі в Університеті Окленда.

Обіймала посаду уповноваженої у справах дітей 2003—2009 рр, член міжгалузевого форуму Міністерства освіти в 2014—2018 рр і голова Консультативної групи з питань добробуту в 2018—2019 рр.